# Noroc
 (mai 2021).
Si vous disposez d'ouvrages ou d'articles de référence ou si vous connaissez des sites web de qualité traitant du thème abordé ici, merci de compléter l'article en donnant les références utiles à sa vérifiabilité et en les liant à la section « Notes et références ».
Noroc est une bière produite par la brasserie Bergenbier,.

## Les bières
- Noroc Blondă : C'est une bière blonde pils à 4.5 % produite en Roumanie[3]

## Sources et références
1. ↑  « LES BIÈRES ROUMAINES ⇒ Marque-Alcool.com » (consulté le 24 septembre 2020)
2. ↑  « 3 sociétés étrangères détiennent 87% du marché de la bière en Roumanie », sur lepetitjournal.com (consulté le 24 septembre 2020)
3. ↑  « Bière error undefined », sur www.beer-me.fr (consulté le 24 septembre 2020)